# Camille Ayglon
Camille Ayglon-Saurina (n. 21 mai 1985, în Avignon) este o handbalistă din Franța care joacă pentru clubul Nantes Handball și echipa națională a Franței, pe postul de intermediar dreapta. 
Ea a participat la Jocurile Olimpice din 2008, de la Beijing, și la Jocurile Olimpice din 2012, de la Londra, și a câștigat medalia de argint la Jocurile Olimpice din 2016, de la Rio de Janeiro. De asemenea, handbalista are în palmares două medalii de argint la Campionatul Mondial, în 2009 și 2011.

## Palmares
Club
- Liga Națională:
  -  Câștigătoare: 2017, 2018

- Cupa României:
  -  Câștigătoare: 2017, 2018

- Supercupa României:
  -  Câștigătoare: 2016, 2017

- Campionatul Franței:
  - Câștigătoare: 2009

- Cupa Franței:
  -  Câștigătoare: 2010
  - Finalistă: 2009, 2011, 2015

- Cupa Ligii Franței:
  -  Câștigătoare: 2009, 2010
  - Finalistă: 2013

- Liga Campionilor EHF:
  - Medalie de bronz: 2017

- Cupa Challenge EHF:  
  - Semifinalistă: 2011

Echipa națională
- Jocurile Olimpice:
  -  Medalie de argint: 2016

- Campionatul Mondial:
  -  Medalie de aur: 2017
  -  Medalie de argint: 2009, 2011

- Campionatul European: 
  -  Medalie de bronz: 2016

## Premii individuale
- Cel mai bun intermediar dreapta din campionatul francez: 2010[3], 2011[4]

## Viața privată
Camille Ayglon este căsătorită cu handbalistul francez Guillaume Saurina, legitimat anterior și el la echipa masculină a CSM București.